# Kabankalan
Kabankalan – miasto na Filipinach, położone w regionie Zachodnie Visayas, w prowincji Negros Occidental, na wyspie Negros.
Miasto zostało założone w 1907 roku. W Kabankalan znajduje się krajowy port lotniczy.

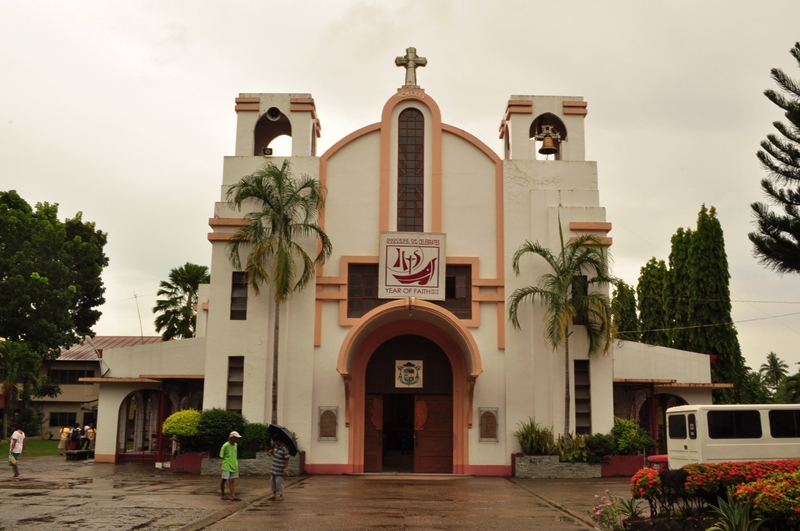
Katedra w Kabankalan

## Religia
- Church of Jesus Christ of Latter Day Saints - Kościół Jezusa Chrystusa Świętych w Dniach Ostatnich[2]

## Demografia

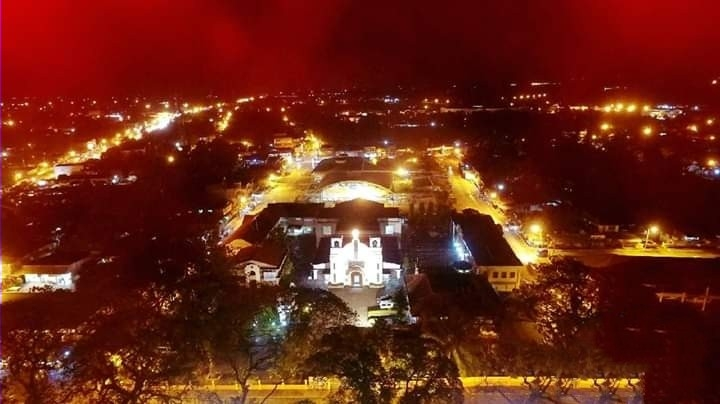
Panorama miasta Kabankalan